# De Eemhof
De Eemhof is een bungalowpark van Center Parcs in Nederlandse gemeente Zeewolde aan het Eemmeer. In 2018 werd de Aqua Mundo van het park bekroond tot beste subtropisch zwembad van Nederland.

## Geschiedenis
De Eemhof werd geopend in 1980 als een van de oorspronkelijke Sporthuis Centrum-parken. Het was het eerste bungalowpark met een golfslagbad. Het park is 65 ha groot en biedt plaats aan ruim 3500 bezoekers.
In 2019 werd bekendgemaakt dat het park een vernieuwing zou krijgen. De cottages en de Market Square zouden worden gerenoveerd en de Aqua Mundo en de Action Factory krijgen nieuwe activiteiten.
Op 23 mei 2000 werd De Eemhof getroffen door een grote brand, die het overdekte complex van restaurants en het zwembad verwoestte. De gelegenheid werd aangegrepen om het overdekte winkel- en horecaconcept op dit park te vernieuwen. De Eemhof heeft sinds 2002 een open mediterraan plein met de winkels en horeca. Het plein opende onder de naam Market Square.

De Eemhof
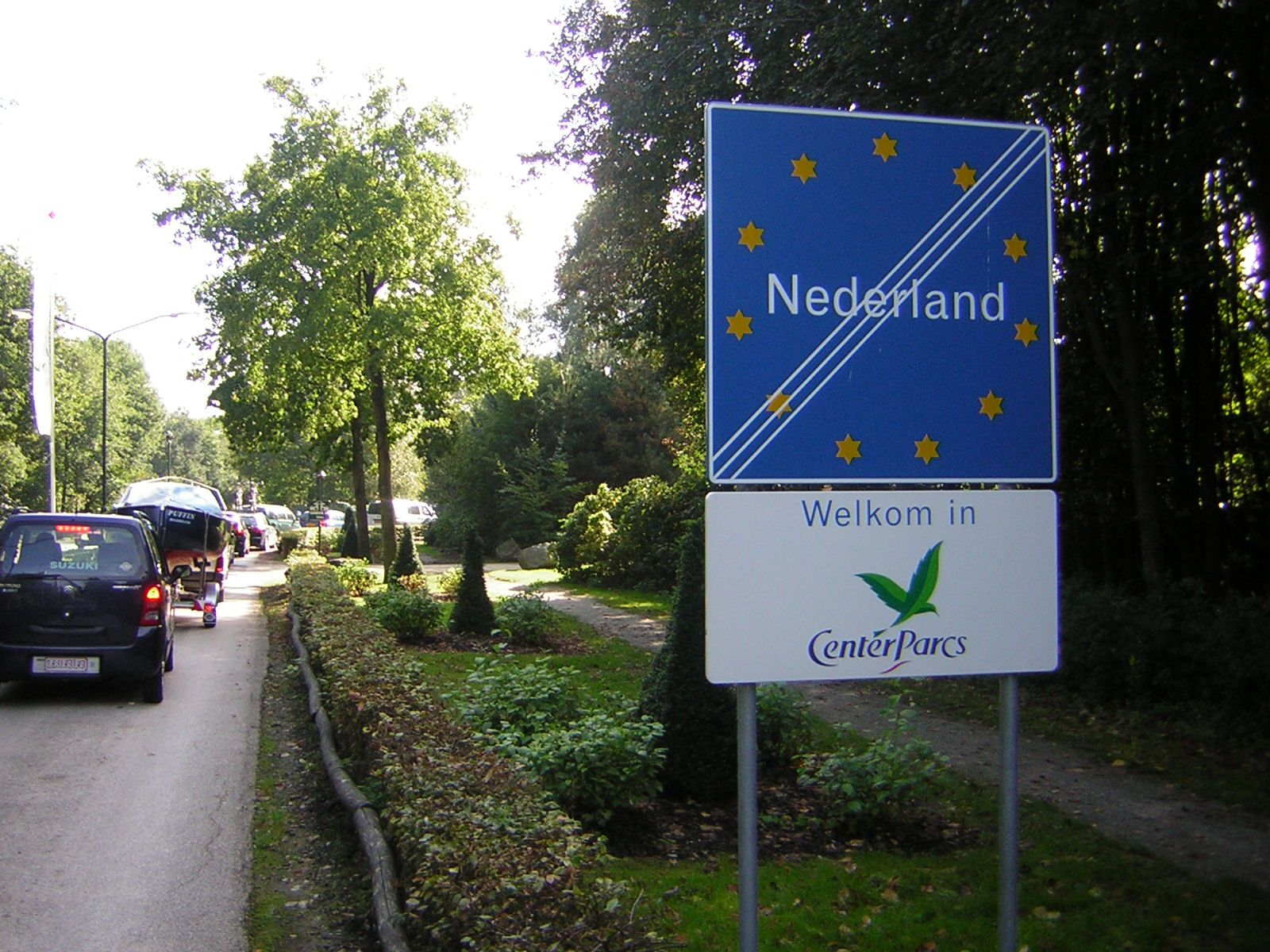
Bord aan de ingang van het park
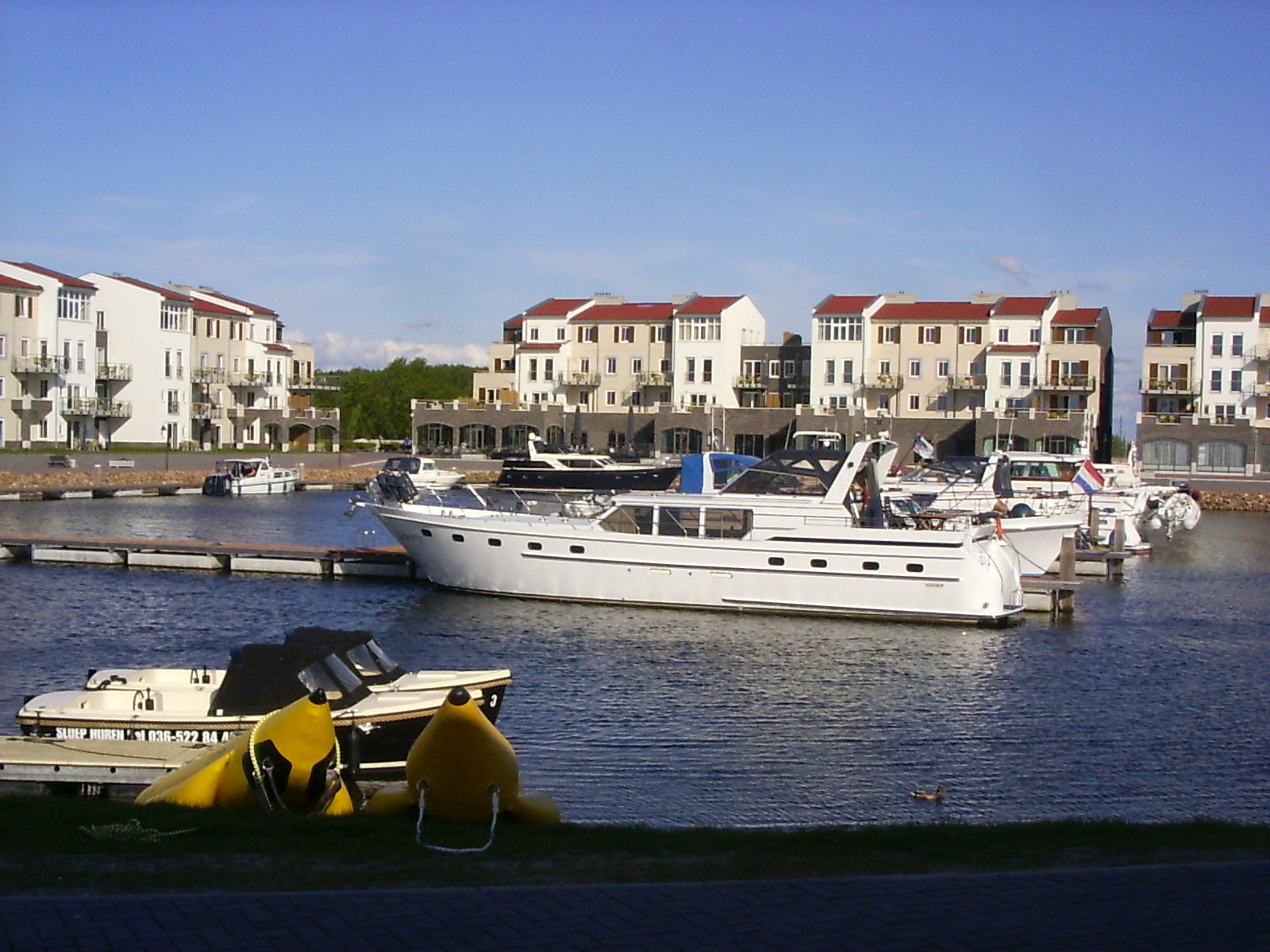
Jachthaven De Eemhof
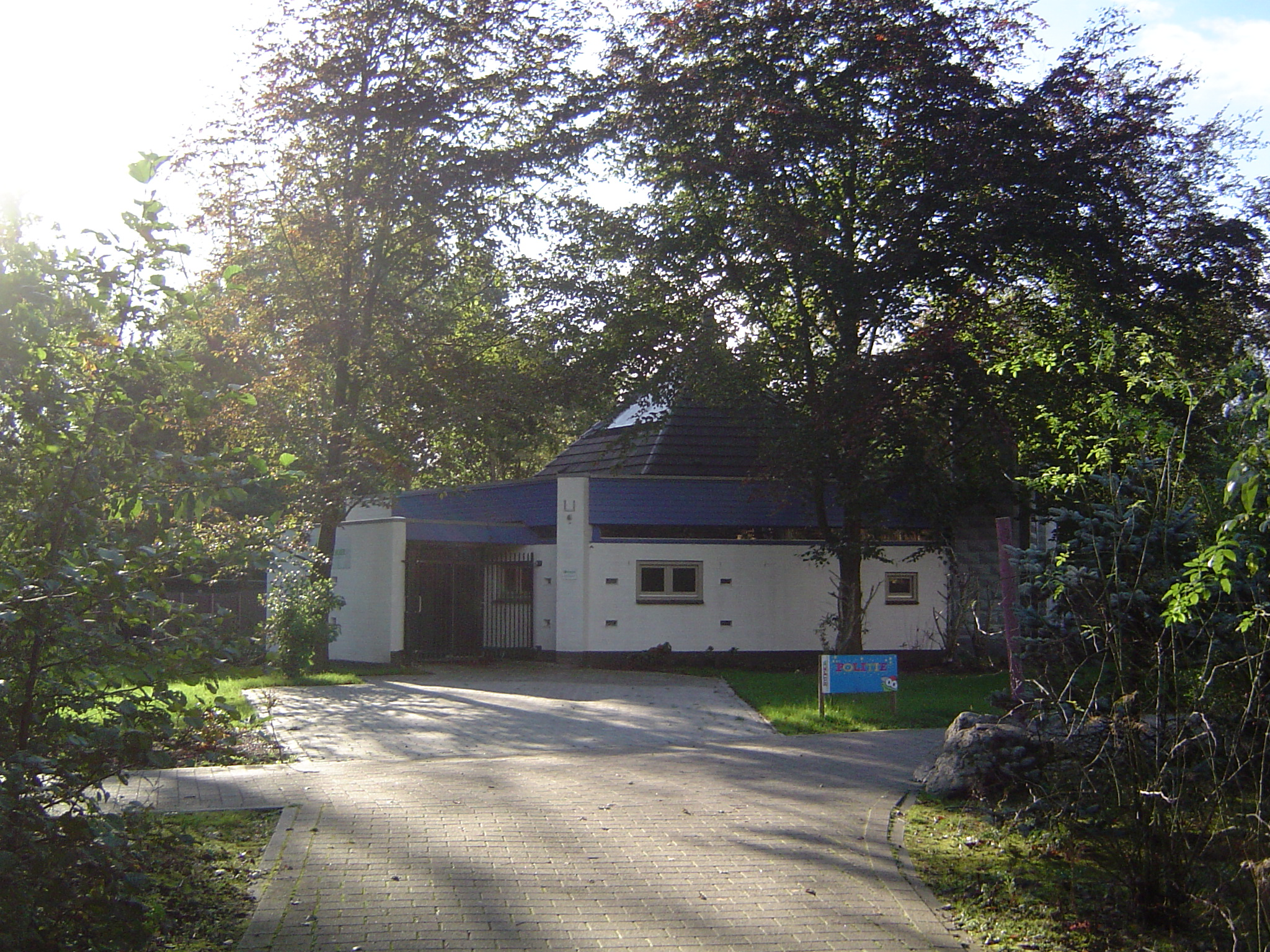
Voormalige kerk
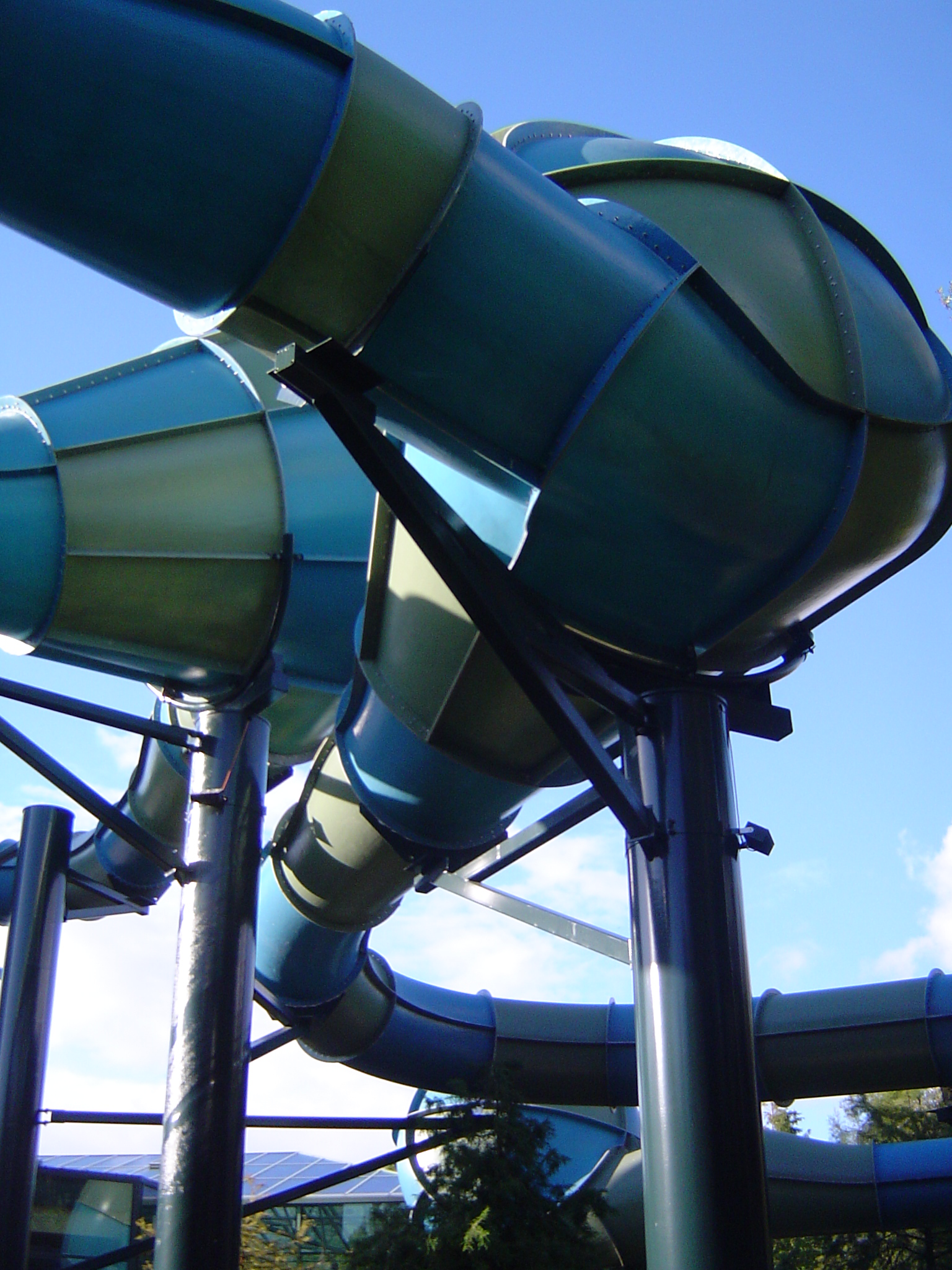
Turbo Twister in de Aqua Mundo
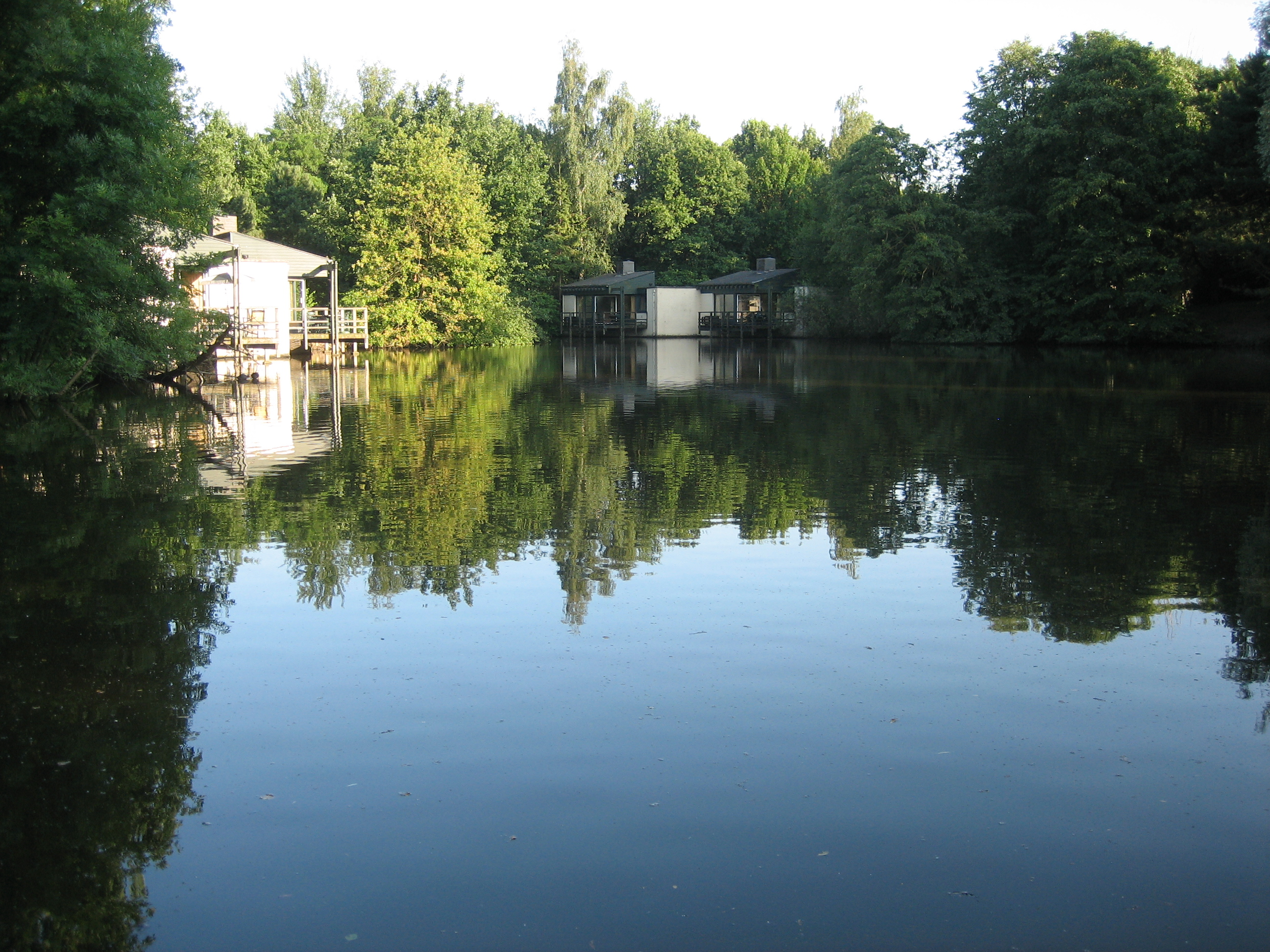
Bungalows aan het water
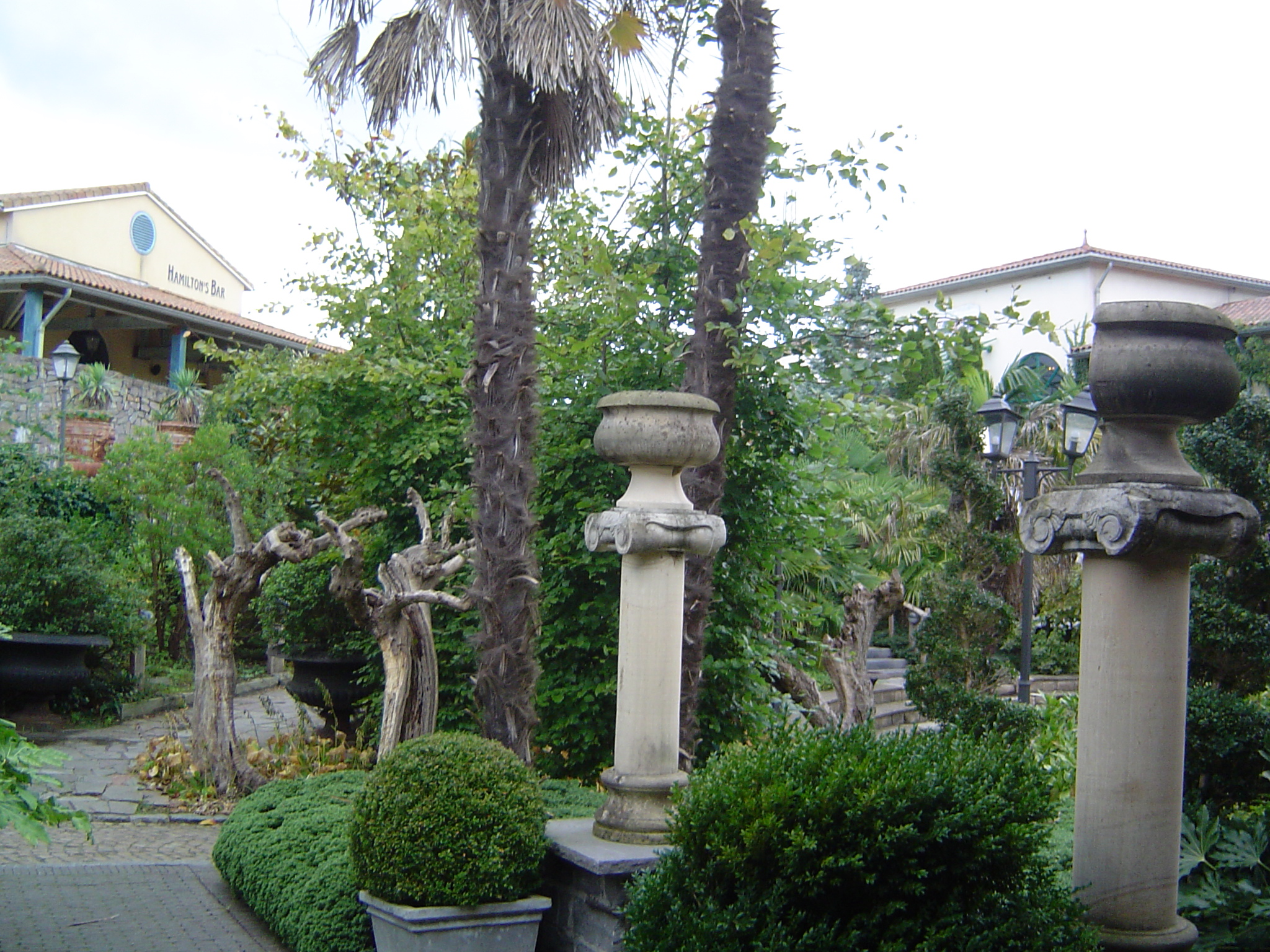
Market Square op De Eemhof
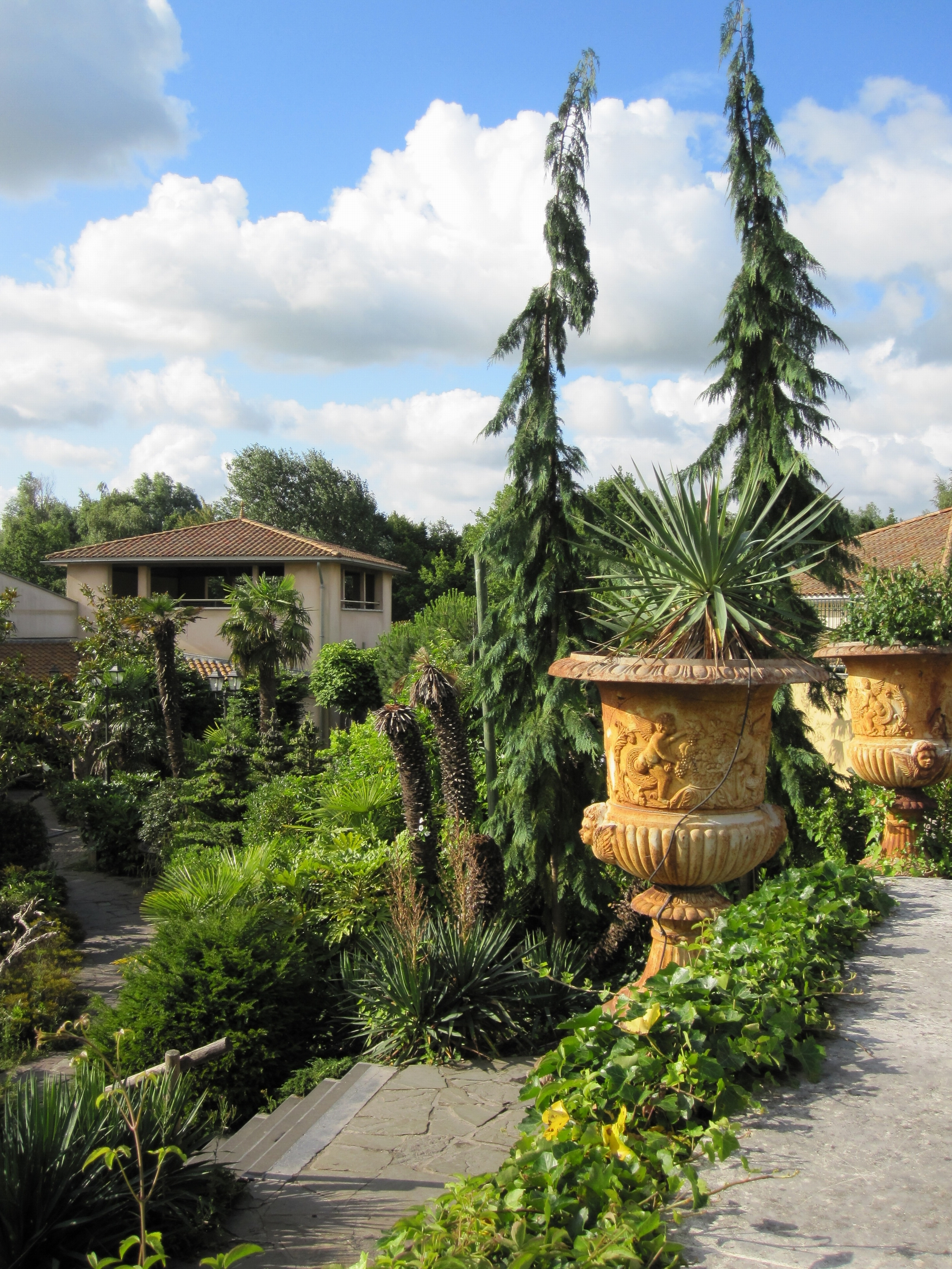
Market Square
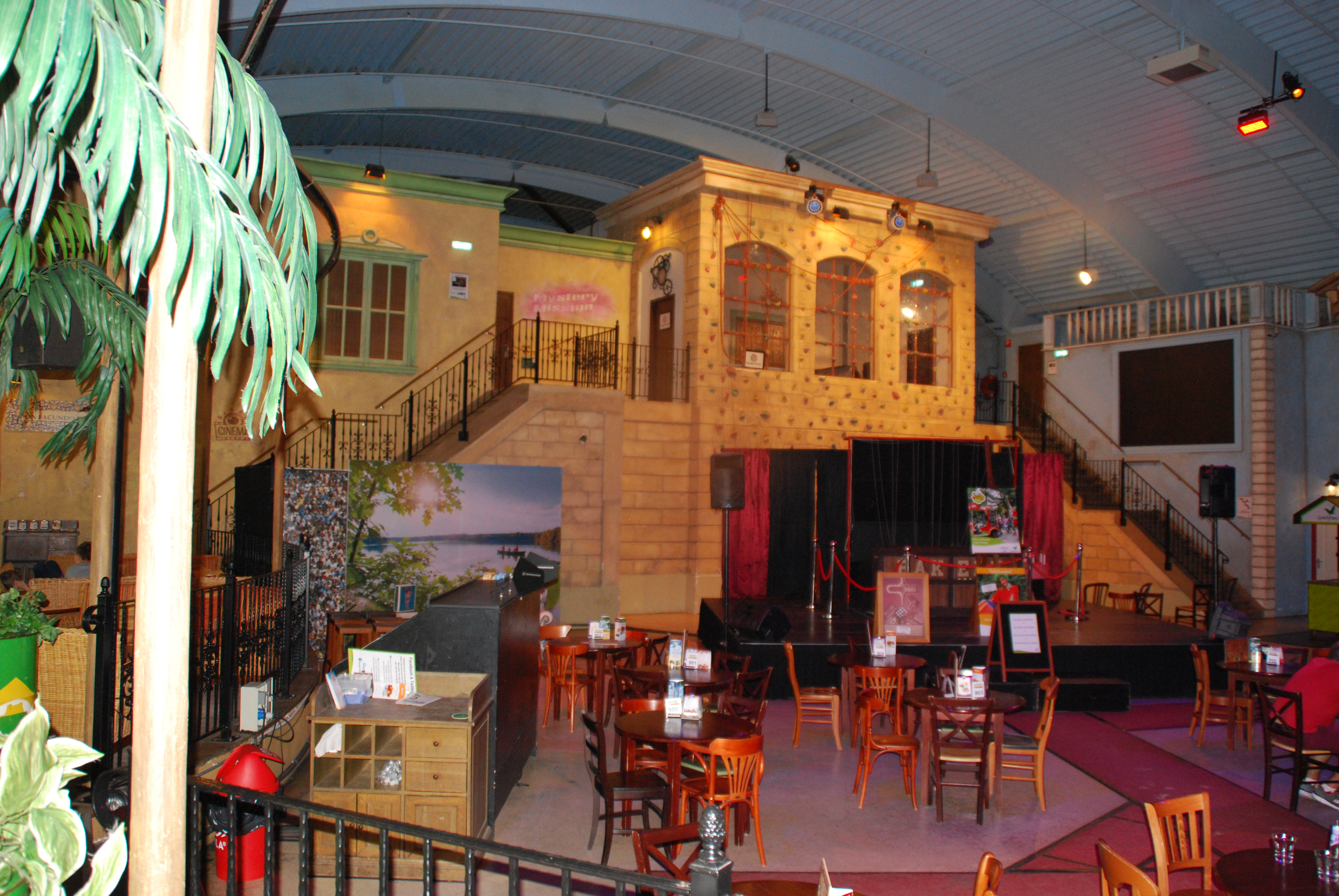
Action Factory

## Faciliteiten
Oorspronkelijk had het park alleen de bungalows van Jaap Bakema, maar in 2010-2011 zijn direct naast het park twee grote appartementencomplexen gebouwd aan de nieuw aangelegde haven aan het Eemmeer. Dit deel heet Marina De Eemhof. Er zijn ongeveer 100 appartementen en daarnaast ook zes woonboten beschikbaar voor verhuur.
De Action Factory is een overdekt speel- en doecomplex met horecavoorzieningen. Er zijn acht bowlingbanen, een escaperoom, pooltafels, een bioscoop, lasergameruimte, een klimhuis voor kinderen, een speelhal, een gokhal en een podium voor shows.
Het subtropische zwembad van de Eemhof beschikt over glijbanen en een wildwaterbaan en is het enige Center Parcs-park met een Turbo Twister glijbaan. Daarnaast heeft het zwembad een zogenaamde Flowrider, waarbij men op een surfboard tegen een stroming in kan zwemmen.